# Erich Herrmann (Politiker)
Erich Herrmann (* 7. Januar 1882 in Beuthen, Provinz Schlesien; † 28. April 1960 in Fürth) war ein deutscher Politiker (DDP/SPD) und Schriftsteller. Er war Abgeordneter des Preußischen Landtages und Stadtrat in Fürth.

## Leben
Herrmann war von Beruf Volksschullehrer. Von März 1919 bis Oktober 1920 war er Schriftleiter der demokratischen Wochenschrift Der Volksstaat in Breslau. 1919/20, 1921/22 sowie von 1925 bis 1929 gehörte er als Mitglied dem Parteiausschuss der Deutschen Demokratischen Partei (DDP) an. Von 1921 bis 1928 war er Mitglied des Preußischen Landtages. Anfang der 1930er Jahre trat er zur Sozialdemokratischen Partei Deutschlands (SPD) über.
Nach der „Machtergreifung“ durch die Nationalsozialisten 1933 wurde er aus dem Schuldienst entfernt und verlor seinen Beamtenstatus. Er war dann ab Ende 1933 in einem chemischen Werk in Fürth tätig, zu dessen Direktor er im Zweiten Weltkrieg ernannt wurde. 1944 ging Herrmann in den Ruhestand.
Nach dem Krieg schloss er sich erneut der SPD an. 1946 wurde er in den Stadtrat gewählt, wo er vor allem im Bereich Kultur und Volksbildung tätig war. 1956 schied Herrmann aus gesundheitlichen Gründen aus dem Stadtrat aus.

## Werke
- Vorher und Hernach. Die Geschichte eines Findlings. Der Bücherkreis [J. H. W. Dietz Nachf.], Berlin 1930.
- Theo Tass Trill, der große Lügner. Eine deutsche Heldengeschichte. Verlag der Volkswacht, Breslau 1931.
- (Hrsg.): Fabeln, zusammgestellt aus älterer Dichtung. Priebatsch, Breslau 1932.
- Ein Feuer flammt auf! Sozialer Roman von der Ostgrenze. J. H. W. Dietz, Berlin 1932.
- Sosenka. Grenzlandroman. Bergstadtverlag, Breslau 1938.
- Das Fünfgestirn. 1941.